# Euphrasia drosophylla
Euphrasia drosophylla är en snyltrotsväxtart som beskrevs av Juzepczuk. Euphrasia drosophylla ingår i släktet ögontröster, och familjen snyltrotsväxter. Inga underarter finns listade i Catalogue of Life.